# 昆山街道
昆山街道，是中华人民共和国河南省周口市西华县下辖的一个乡镇级行政单位。

## 行政区划
昆山街道下辖以下地区：
东桥社区、山子头社区、青龙岗社区、汉唐街社区、东平社区、和谐路社区和江南水乡社区。